# Onsbjerg
Onsbjerg – miasto w Danii, w regionie Jutlandia Środkowa, w gminie Samsø.